# Larsen 28
Larsen 28 er en kølbåd, der i 1985 blev designet af Hans Åge Larsen.